# Espaço rígido
Em formatação de texto, espaço rígido (ou espaço fixo; também conhecido por nbsp, acrônimo para non-breaking space) é uma variação do caractere espaço que previne a quebra de linha automática em sua posição. Em certos formatos digitais (tais como HTML) ele também previne a fusão de caracteres de espaço consecutivos num único caractere de espaço.

## Comportamento
Programas de computador de processamento de texto geralmente assumem que uma quebra de linha pode ser inserida automaticamente sempre que houver um caractere de espaço, o que permite que o texto continue na linha seguinte sem a indicação explícita da nova linha. Um espaço rígido previne que isso aconteça, contanto que o programa de computador saiba interpretar tal código. Por exemplo, se o texto "100 km" não cabe no fim de uma linha, o programa pode inserir uma quebra de linha entre "100" e "km", o que é indesejado dada a perda do contexto da informação durante a leitura. Para evitar tal comportamento indesejado, o editor pode adicionar um espaço rígido entre "100" e "km", o que garante a união entre as duas informações. Dessa forma, se "100 km" não cabe no fim de uma linha, ele todo é movido para a linha seguinte.
Em certas culturas, espaços rígidos podem ser usados entre palavras e pontuações para reforçar regras tipográficas de espaçamento. Um exemplo é o espaçamento francês, em que um pequeno espaço rígido é inserido entre as palavras e marcas de citação, ou sinais compostos de pontuação tais como ponto-e-vírgula, ponto de interrogação, ponto de exclamação, interrobang. Ao apresentar tais espaços rígidos, os programas devem respeitar todas as propriedades do espaço em branco, exceto a quebra de linha.

## Codificações
| Formato                 | Representação                                               |
| ----------------------- | ----------------------------------------------------------- |
| Unicode e ISO/IEC 10646 | U+00A0 Pode ser codificado em UTF-8 como 0xC2 0xA0          |
| ISO/IEC 8859            | 0xA0                                                        |
| CP1252                  | 0xA0                                                        |
| KOI8-R                  | 0x9A                                                        |
| EBCDIC                  | 0x41                                                        |
| CP437 e CP850           | 0xFF                                                        |
| SGML e HTML             | Entidade HTML: &nbsp; Referência numérica: &#160; ou &#xa0; |
| TeX                     | til (~)                                                     |
| ASCII                   | Não disponível                                              |

O Unicode também define diversos outros caracteres de espaço que diferem do espaço tradicional em largura:
- Espaço rígido fino, U+202F, exigido pela pontuação francesa (antes de ?, ! ou ;)
- Elo de palavras, U+2060
- Marca de ordem de byte, U+FEFF

## Métodos de entrada
Atualmente, nenhum layout de teclado padronizado define um método de entrada para o espaço rígido. Portanto, autores de drivers de dispositivo de teclado e de aplicações devem prover seus próprios atalhos de teclado para tal. Por exemplo:
| Sistema ou aplicação                                    | Método de entrada                         |
| ------------------------------------------------------- | ----------------------------------------- |
| Mac OS                                                  | Option + Espaço                           |
| Microsoft Windows                                       | Alt + 0 + 1 + 6 + 0 (no teclado numérico) |
| X11                                                     | Compose + Espaço + Espaço                 |
| emacs                                                   | Ctrl + X + 8 + Space                      |
| vim                                                     | Ctrl + K + N + S                          |
| Microsoft Word, Dreamweaver, OpenOffice.org (desde 3.0) | Ctrl + Shift + Espaço                     |